# Богатырь (Красногвардейский район)
Богатырь (укр. Богатир, крымскотат. Bağatır, Багъатыр) — упразднённое село в Красногвардейском районе Республики Крым, включено в состав села Рогово, сейчас — восточная окраина села.

## История
Село основано, вероятно, в конце 1920-х годы, по некоторым данным, основано выходцами из одноимённого селения Бахчисарайского района (тогда, по инициативе Вели Ибраимова крымские татары из многолюдных сёл переселялись в другие местности Крыма.
Впервые в доступных источниках селение встречаются на карте южного Крыма 1936 года на территории Биюк-Онларского района, указом Президиума Верховного Совета РСФСР № 621/6 от 14 декабря 1944 года переименованного в Октябрьский).
После освобождения Крыма от фашистов в апреле, 12 августа 1944 года было принято постановление № ГОКО-6372с «О переселении колхозников в районы Крыма» и в сентябре 1944 года в район приехали первые новоселы (57 семей) из Винницкой и Киевской областей, а в начале 1950-х годов последовала вторая волна переселенцев из различных областей Украины. С 25 июня 1946 года Богатырь в составе Крымской области РСФСР. 26 апреля 1954 года Крымская область была передана из состава РСФСР в состав УССР. Время включения в Краснознаменский сельсовет пока не установлено: на 15 июня 1960 года село уже числилось в его составе. К 1968 году Богатырь присоединили к Рогово (согласно справочнику «Крымская область. Административно-территориальное деление на 1 января 1968 года» — в период с 1954 по 1968 годы).